# ボクシング日本代表選手一覧
ボクシング日本代表選手一覧（ボクシングにほんだいひょうせんしゅいちらん）は、国際ボクシング協会 (AIBA) が公認する国際大会に日本代表として出場した選手の一覧。本項では以下の大会に出場した選手について列記する。
- オリンピックのボクシング競技
- AIBA世界ボクシング選手権
- AIBA世界女子ボクシング選手権
- アジア競技大会ボクシング競技

## オリンピック

### アムステルダムオリンピック（1928年）
1928年アムステルダムオリンピックにて初参加。2名出場。
- 岡本不二（バンタム級）
- 臼田金太郎（ウェルター級） - ベスト8

### ロサンゼルスオリンピック（1932年）
1932年ロサンゼルスオリンピックには5名出場。
- 村上清信（フライ級）
- 中尾明（バンタム級）
- 亀岡勝雄（フェザー級）
- 黄乙秀（ライト級）
- 平林愛国（ウェルター級）

### ベルリンオリンピック（1936年）
1936年ベルリンオリンピックには5名出場。
- 中野千代人（フライ級）
- 橋岡俊平（バンタム級） - ベスト8
- 宮間佐治郎（フェザー級）
- 永松英吉（ライト級）
- 李奎煥（ウェルター級）

### ヘルシンキオリンピック（1952年）
1952年ヘルシンキオリンピックには2名出場。
- 永田吉太郎（フライ級）
- 石丸利人（フェザー級）

### メルボルンオリンピック（1956年）
1956年メルボルンオリンピックには3名出場。
- 米倉健治（フライ級） - ベスト8
- 鈴木信一朗（フェザー級） - ベスト8
- 石丸利人（ライト級）

### ローマオリンピック（1960年）
1960年ローマオリンピックには5名出場。銅メダル1個獲得。
- 田辺清（フライ級） - 銅メダル
- 芳賀勝男（バンタム級）
- 鈴木進悦（フェザー級）
- 伊東靖倖（ライト級）
- 渡辺勝治（ライトウェルター級）

### 東京オリンピック（1964年）
1964年東京オリンピックには9名出場。金メダル1個獲得。
- 吉野洲太（フライ級）
- 桜井孝雄（バンタム級） - 金メダル
- 高山将孝（フェザー級）
- 白鳥金丸（ライト級）
- 米倉宝二（ライトウェルター級）
- 浜田吉治郎（ウェルター級） - ベスト8
- 益田弘二（ライトミドル級）
- 天間一（ミドル級）
- 丸山忠行（ヘビー級）

### メキシコシティオリンピック（1968年）
1968年メキシコシティオリンピックには4名出場。銅メダル1個獲得。
- 渡部惇二（ライトフライ級）
- 中村哲明（フライ級） - ベスト8
- 森岡栄治（バンタム級） - 銅メダル
- 岡本正（フェザー級）

### ミュンヘンオリンピック（1972年）
1972年ミュンヘンオリンピックには4名出場。
- 新垣吉光（ライトフライ級）
- 永井希仁男（フライ級）
- 小林和男（フェザー級） - ベスト8
- 篠原恭二（ライトウェルター級）

### モントリオールオリンピック（1976年）
1976年モントリオールオリンピックには6名出場。
- 内山昇（ライトフライ級）
- 古賀俊憲（フライ級）
- 石垣仁（バンタム級）
- 小田桐幸雄（フェザー級）
- 瀬川幸雄（ライト級）
- 関義文（ウェルター級）

### モスクワオリンピック（1980年）
ボイコットに付き不参加。出場予定だった選手を記す。
- 中村司
- 木庭浩一
- 菅藤弘
- 樋口伸二
- 荒井幸人
- 副島保彦

### ロサンゼルスオリンピック（1984年）
1984年ロサンゼルスオリンピックには7名出場。
- 黒岩守（ライトフライ級） - 5位
- 瀬川正義（フライ級）
- 高見公明（バンタム級）
- 東悟（フェザー級）
- 三浦国宏（ライトウェルター級）
- 平仲信明（ウェルター級）
- 荻原千春（ライトミドル級）

### ソウルオリンピック（1988年）
1988年ソウルオリンピックには7名出場。
- 黒岩守（ライトフライ級）
- 瀬川設男（フライ級）
- 松島勝之（バンタム級） - 5位
- 山田渉（フェザー級）
- 東悟（ライト級）
- 三浦国宏（ライトウェルター級）
- 高橋良秋（ウェルター級）

### バルセロナオリンピック（1992年）
1992年バルセロナオリンピックには4名出場。
- 佐々木忠広（ライトフライ級）
- 土橋茂之（ライト級）
- 川上雅史（ウェルター級）
- 長島浩（ライトミドル級）

### アトランタオリンピック（1996年）
1996年アトランタオリンピックには3名出場。
- 辻本和正（フライ級）
- 仁多見史隆（ライトウェルター級）
- 本博国（ミドル級）

### シドニーオリンピック（2000年）
2000年シドニーオリンピックには2名出場。
- 辻本和正（バンタム級）
- 塚本秀彦（フェザー級）

### アテネオリンピック（2004年）
2004年アテネオリンピックには1名のみ出場。1回戦でエンダルカチュ・ケベデ（エチオピア）に敗退。
- 五十嵐俊幸（ライトフライ級）

### 北京オリンピック（2008年）
2008年アテネオリンピックには2名出場。いずれも2回戦敗退。
- 清水聡（フェザー級）
- 川内将嗣（ライトウェルター級）

### ロンドンオリンピック（2012年）
2012年ロンドンオリンピックには4名出場。金・銅各1個メダル獲得。今大会より新設された女子は出場枠獲得できず。

#### 男子
- 須佐勝明（フライ級）
- 清水聡 （バンタム級） - 銅メダル
- 鈴木康弘（ウェルター級）
- 村田諒太（ミドル級） - 金メダル

### リオデジャネイロオリンピック（2016年）
2016年リオデジャネイロオリンピックには2名出場。

#### 男子
- 森坂嵐（バンタム級）
- 成松大介（ライト級）

### 東京オリンピック（2020年）
男子4階級、女子2階級で開催国枠が与えられた。アジア・オセアニア予選で男子1名、女子2名が出場権獲得。女子の出場は初。開催国枠として男子3名追加後、残りは世界最終予選で獲得を目指す予定だったが、世界最終予選は中止になりAIBAランキングにより出場枠が決められたため追加の出場枠が得られなかった。なお、世界最終予選に出場予定だった選手のうち津端ありさ（女子ミドル級）は開会式に登場した。

#### 男子
- 田中亮明（フライ級） - 銅メダル
- 成松大介（ライト級）
- 岡澤セオン（ウェルター級）
- 森脇唯人（ミドル級）

#### 女子
- 並木月海（フライ級）- 銅メダル
- 入江聖奈（フェザー級） - 金メダル

### パリオリンピック（2024年）
2023年に開催された杭州アジア大会において各階級上位2名にパリオリンピック出場権が与えられ、それにより男子2名が出場権獲得。

#### 男子
- 原田周大（57kg級）
- 岡澤セオン（71kg級）

## 世界選手権

### 1974年世界選手権
- 池田和彦（ライトフライ級）
- 若狭賢二（フライ級）
- 大塚秀明（フェザー級）
- 大久保克弘（ライト級）
- 一戸利彦（ライトウェルター級）

### 1978年世界選手権
- 木庭浩一（ライトフライ級）
- 石井幸喜（フライ級） - 銅メダル
- 古口哲（バンタム級）
- 五戸博（フェザー級）
- 小田桐幸雄（ライト級）
- 一戸利彦（ライトウェルター級）

### 1982年世界選手権
- 瀬川正義（ライトフライ級）
- 森光博（フライ級）
- 高見公明（バンタム級）
- 荒井幸人（ライト級）
- 田名部雅寛（ライトウェルター級）
- 岩崎光二（ウェルター級）

### 1986年世界選手権
- 高見公明（ライトフライ級）
- 瀬川正義（フライ級）
- 桧山宗太郎（バンタム級）
- 赤木武幸（ライト級）
- 三浦国宏（ウェルター級）
- 荻原千春（ライトミドル級）

### 1989年世界選手権
- 一門誠義（ライトフライ級）
- 瀬川設男（フライ級）
- 松島勝之（バンタム級）
- 林田豊（フェザー級）
- 大沢淑郎（ライト級）
- 吉野和秀（ライトウェルター級）
- 長島浩（ウェルター級）

### 1991年世界選手権
- 佐々木忠広（ライトフライ級）
- 本田寛明（フライ級）
- 松島勝之（バンタム級）
- 三谷大和（フェザー級）
- 有沢和広（ライト級）
- 三浦国宏（ライトウェルター級）
- 長島浩 （ウェルター級）

### 1993年世界選手権
- 五十嵐理一（フェザー級）
- 土橋茂之（ライト級）
- 今岡紀行（ライトウェルター級）

### 1997年世界選手権
- 村橋薫（ライトフライ級）
- 堀田晋哉（フライ級）
- 辻本和正（バンタム級）
- 飯田育夫（ライト級）

### 1999年世界選手権
- 村橋薫（ライトフライ級）
- 塚本秀彦（フェザー級）
- 飯田育夫（ライト級）
- 松橋拓二（ウェルター級）

### 2001年世界男子選手権
- 村橋薫（フライ級）
- 辻本和正（バンタム級）
- 大谷栄二郎（フェザー級）
- 飯田育夫（ライトウェルター級）

### 2003年世界男子選手権
- 野口雄司（ライトフライ級）
- 村橋薫（フライ級）
- 内山高志（ライト級）
- 深石恭夫（ライトウェルター級）
- 佐藤幸治（ウェルター級）

### 2005年世界男子選手権
- 大久保賢児（ライトフライ級）
- 五十嵐俊幸（フライ級）
- 清水聡（バンタム級）
- 深石恭夫（ライトウェルター級）
- 平野義幸（ウェルター級）
- 村田諒太（ミドル級）

### 2007年世界男子選手権
- 大久保賢児（ライトフライ級）
- 須佐勝明（フライ級）
- 上林巨人（バンタム級）
- 清水聡 （フェザー級）
- 星大二郎（ライト級）
- 川内将嗣（ライトウェルター級） - 銅メダル
- 平野義幸（ウェルター級）
- 村田諒太（ミドル級）

### 2008年世界女子選手権
女子世界選手権への日本からの派遣は今回が初。
- 杦本里沙（ピン級）
- 池原久美子（ライトフライ級）
- 藤岡奈穂子（フライ級）
- 好川菜々（ライトバンタム級）
- 箕輪綾子（バンタム級）
- 水野知里（フェザー級）
- 稲垣美香子（ライト級）

### 2009年世界男子選手権
- 林田太郎（ライトフライ級）
- 三須寛幸（フライ級）
- 丸亀光（バンタム級）
- 清水聡（フェザー級）
- 杉浦剛史（ライト級）
- 川内将嗣（ライトウェルター級）
- 平野義幸（ウェルター級）
- 林健太郎（ミドル級）

### 2010年世界女子選手権
- 池原久美子（ライトフライ級）
- 新本亜也（フライ級）
- 箕輪綾子（バンタム級）
- 釘宮智子（フェザー級）

### 2011年世界男子選手権
今大会で日本最高成績となる銀メダルを獲得。
- 井上尚弥（ライトフライ級）
- 須佐勝明（フライ級）
- 清水聡 （バンタム級）
- 中山翔太（ライト級）
- 川内将嗣（ライトウェルター級）
- 鈴木康弘（ウェルター級）
- 村田諒太（ミドル級） - 銀メダル
- 岡田良綱（ライトヘビー級）

### 2012年世界女子選手権
- 和田まどか（ライトフライ級）
- 箕輪綾子（フライ級）
- 藤野ちなせ（バンタム級）
- 好川菜々（フェザー級）
- 釘宮智子（ライト級）
- 山崎静代（ミドル級）

### 2013年世界男子選手権
- 柏崎刀翔（ライトフライ級）
- 青木貞頼（フライ級）
- 藤田健児（バンタム級）
- 成松大介（ライト級）
- 斎藤一貴（ライトウェルター級）
- 鈴木康弘 （ウェルター級）
- 濱崎良太（ミドル級）

### 2014年世界女子選手権
- 和田まどか（ライトフライ級） - 銅メダル
- 釘宮智子（フライ級）
- 藤野ちなせ（バンタム級）
- 山崎静代（ミドル級）

### 2015年世界男子選手権
- 坪井智也（ライトフライ級）
- 成松大介（ライト級）
- 鈴木康弘 （ウェルター級）

### 2016年世界女子選手権
- 佐伯霞（ライトフライ級）
- 和田まどか（フライ級）
- 新本亜也（バンタム級）
- 林美涼（フェザー級）
- 箕輪綾子（ライト級）

### 2017年世界男子選手権
- 馬場龍成（フライ級）
- 田中亮明（バンタム級）
- 森坂嵐（ライト級）

### 2018年世界女子選手権
- 和田まどか（ライトフライ級） - 銅メダル
- 並木月海（フライ級） - 銅メダル
- 晝田瑞希（バンタム級）
- 渡邊綾音（フェザー級）
- 柳井妃奈実（ライト級）

### 2019年世界男子選手権
- 柏崎刀翔（フライ級）
- 村田昴（フェザー級）
- 成松大介（ライト級）
- 岡澤セオン（ウェルター級）
- 森脇唯人（ミドル級）
- 梅村錬（ライトヘビー級）

### 2019年世界女子選手権
- 仲田輪幸（ライトフライ級）
- 並木月海（フライ級）
- 濱本紗也（バンタム級）
- 入江聖奈（フェザー級）
- 釘宮智子（ライト級）

### 2021年世界男子選手権
- 荒竹一真（ミニマム級）
- 田中将吾（フライ級）
- 坪井智也（バンタム級） - 金メダル
- 堤麗斗（フェザー級）
- 堤駿斗（ライト級）
- 今永虎雅（ライトウェルター級）
- 岡澤セオン（ウェルター級） - 金メダル
- 秋山佑汰（ライトミドル級）
- 森脇唯人（ミドル級）
- 梅村錬（ライトヘビー級）

### 2022年世界女子選手権
本大会は2021年4月にポーランドで開催予定だったが、2度延期の末12月上旬にトルコで開催予定だった。しかし、トルコにおける新型コロナウイルス感染状況の悪化のため2022年3月、さらに5月に延期となった。なお、代表選考は2021年9月に行われたが、変更はなかった。
- 和田まどか（ミニマム級）
- 篠原光（ライトフライ級）
- 木下鈴花（フライ級）
- 吉澤颯希（バンタム級）
- 木村萌那（英語版）（フェザー級）
- 田口綾華（ライト級）
- 鬼頭茉衣（ライトウェルター級）
- 津端ありさ（ライトミドル級）

### 2023年世界女子選手権
- 和田まどか（48kg級）
- 並木月海（50kg級）
- 木下鈴花（52kg級）
- 成田華（54kg級）
- 吉澤颯希（57kg級）
- 田口綾華（60kg級）
- 鬼頭茉衣（63kg級）
- 津端ありさ（66kg級）

### 2023年世界男子選手権
- 荒竹一真（48kg級）
- 坪井智也（51kg級）
- 田中将悟（54kg級）
- 原田周大（57kg級）
- 大橋蓮（60kg級）
- 秋山佑汰（63.5kg級）
- 脇田夢叶（67kg級）
- 岡澤セオン（71kg級）
- 荒本一成（80kg級）

## アジア競技大会

### 東京アジア大会（1958年）
- 牧昭男（フライ級） - 金メダル
- 鈴木健夫（バンタム級） - 銀メダル
- 池山伊佐巳（フェザー級） - 金メダル
- 鈴木信一朗（ライト級） - 銀メダル
- 川上林成（ライトウェルター級） - 金メダル
- 大貫敏郎（ウェルター級） - 銅メダル
- 高橋脩（ライトミドル級） - 金メダル
- 松浦正一（ミドル級） - 銅メダル
- 中山修一（ライトヘビー級） - 金メダル
- 西尾俊三（ヘビー級） - 金メダル

### ジャカルタアジア大会（1962年）
- 柄沢正夫（フライ級） - 銀メダル
- 田辺清（バンタム級） - 金メダル
- 林守（フェザー級） - 銀メダル
- 白鳥金丸（ライト級） - 銀メダル
- 浜田吉治郎（ウェルター級） - 銀メダル
- 益田弘二（ライトミドル級） - 金メダル
- 有田哲也（ライトヘビー級） - 銅メダル

### バンコクアジア大会（1966年）
- 柄沢正夫（ライトフライ級） - 銅メダル
- 佐藤秋波（フライ級） - 銅メダル
- 岡田晃一（バンタム級） - 銅メダル
- 本間春信（フェザー級） - 銅メダル
- 高山将孝（ライト級） - 銅メダル
- 太見義寿（ライトウェルター級） - 銅メダル
- 椋林豪夫（ウェルター級） - 銅メダル
- 山本豊弘（ライトミドル級） - 銅メダル
- 佐藤誠一（ミドル級） - 金メダル

### バンコクアジア大会（1970年）
- 新垣吉光（ライトフライ級） - 銅メダル
- 館山三四二（フライ級） - 銀メダル
- 外崎富春（ライト級） - 銀メダル
- 上原康恒（ライトウェルター級） - 銅メダル
- 川辺義嗣（ウェルター級） - 銅メダル

### テヘランアジア大会（1974年）
- 内山昇（ライトフライ級） - 銅メダル
- 上江州清安（フライ級） - 銅メダル
- 石垣仁（バンタム級） - 金メダル
- 福田哲（ライトウェルター級） - 銅メダル
- 関義文（ウェルター級） - 銀メダル

### バンコクアジア大会（1978年）
- 鈴木幸喜（ライトフライ級） - 銅メダル
- 石井幸喜（フライ級） - 金メダル
- 小田桐幸雄（ライト級） - 銅メダル

### ニューデリーアジア大会（1982年）
- 瀬川正義（ライトフライ級） - 銅メダル
- 阿部一彦（フライ級） - 銅メダル
- 樋口伸二（フェザー級） - 銅メダル

### ソウルアジア大会（1986年）
- 黒岩守（ライトフライ級） - 銅メダル
- 清沢利安（フェザー級） - 銅メダル
- 高橋良秋（ライトウェルター級） - 銅メダル
- 三浦国宏（ウェルター級） - 銅メダル
- 荻原千春（ライトミドル級） - 銀メダル

### 北京アジア大会（1990年）
- 一門誠義（ライトフライ級） - 銅メダル
- 本田寛明（フライ級）
- 松島勝之（バンタム級）
- 三谷大和（フェザー級）
- 三浦国宏（ライトウェルター級） - 銀メダル

### 広島アジア大会（1994年）
- 辻本和正（ライトフライ級）
- 中園健治（フライ級） - 銀メダル
- 阿波連元親（バンタム級）
- 池端敬介（フェザー級）
- 八重樫剛（ライト級） - 金メダル
- 仁多見史隆（ライトウェルター級）
- 今岡紀行（ウェルター級）
- 天田広美（ライトミドル級）
- 本博国（ミドル級）

### バンコクアジア大会（1998年）
- 村橋薫（ライトフライ級）
- 中園健治（フライ級）
- 辻本和正（バンタム級）
- 富本慶久（フェザー級） - 銅メダル
- 飯田育夫（ライト級）
- 高橋泰征（ライトウェルター級）
- 松橋拓二（ウェルター級）
- 福田隆之（ライトミドル級）

### 釜山アジア大会（2002年）
- 村橋薫（フライ級）
- 辻本和正（バンタム級）
- 深石恭夫（ライトウェルター級）
- 平田直己（ウェルター級）
- 佐藤幸治（ライトミドル級）

### ドーハアジア大会（2006年）
3名が出場。銅メダル1個獲得し、国別ランクで北朝鮮、シリア、そして開催国カタールと並ぶ11位に付けた。
- 須佐勝明（フライ級） - 銅メダル
- 平野義幸（ウェルター級）
- 村田諒太（ミドル級）

### 広州アジア大会（2010年）
男子3名・女子2名が出場。男女とも銅メダル各1個獲得。

#### 男子
- 須佐勝明（フライ級） - 銅メダル
- 清水聡（バンタム級）
- 川内将嗣（ライトウェルター級）

#### 女子
- 新本亜也（フライ級） - 銅メダル
- 釘宮智子（ライト級）

### 仁川アジア大会（2014年）
男子6名・女子2名が出場。

#### 男子
- 柏崎刀翔（ライトフライ級）
- 林田翔太（フライ級） - 銅メダル
- 藤田健児（バンタム級）
- 清水聡 （ライト級） - 銅メダル
- 川内将嗣（ライトウェルター級） - 銅メダル
- 鈴木康弘（ウェルター級）

#### 女子
- 釘宮智子（フライ級）
- 箕輪綾子（ライト級）

### ジャカルタアジア大会（2018年）
男子7名・女子1名が出場。

#### 男子
- 坪井智也（ライトフライ級）
- 田中亮明（フライ級）
- 堤駿斗（バンタム級）
- 森坂嵐（ライト級）
- 成松大介（ライトウェルター級）
- 荒本一成（ウェルター級）
- 森脇唯人（ミドル級）

#### 女子
- 和田まどか（フライ級）

### 杭州アジア大会（2022年）
男子5名・女子3名が出場予定だったが、2023年に延期。そのため選考結果は白紙に戻し、2022年全日本選手権優勝者とアジア選手権出場者によるボックスオフで改めて選考することになった。

#### 男子
- 坪井智也（51kg級） - 銅メダル
- 原田周大（57kg級） - 銀メダル
- 秋山佑汰（63.5kg級）
- 岡澤セオン（71kg級） - 金メダル
- 荒本一成（80kg級）

#### 女子
- 並木月海（50kg級）
- 木下鈴花（54kg級）
- 吉澤颯希（57kg級）
- 田口綾華（60kg級）
- 鬼頭茉衣（66kg級）